# Diamandis Chuchumis
Diamandis Chuchumis (gr. Διαμαντής Χουχούμης; ur. 17 lipca 1994 roku w Aliweri, Grecja) – grecki piłkarz, grający na pozycji lewego obrońcy w klubie FK Vojvodina.

## Kariera piłkarska

### Kariera klubowa
Rozpoczął karierę piłkarską w klubie juniorów Panathinaikos AO. 1 lipca 2012 roku podpisał kontrakt z seniorskim zespołem tej drużyny, która występowała wówczas w Superleague Ellada.
W sezonie 2012/2013 uplasował się z drużyną na 6. pozycji. Jednak jego klub nie otrzymał licencji na grę w europejskich pucharach.
W następnym sezonie zajął z zespołem 4. miejsce, które dawało szansę gry w barażach o miejsce w eliminacjach do Ligi Mistrzów. W barażach jego drużyna zajęła 1. pozycji, dzięki czemu mogła zagrać w tych eliminacjach. Mecze III rundy kwalifikacyjnej do Ligi Mistrzów odbyły się 30 lipca i 5 sierpnia 2014 roku. Jednak Diamandis Chuchumis nie wystąpił w żadnym z meczów ze Standardem Liège. Jego drużyna przegrała w dwumeczu 1–2 (0–0 na wyjeździe i 1–2 u siebie).
W 2014 roku związał się z Panathinaikosem umową do 30 czerwca 2018 roku. Przed sezonem 2017/2018 trener Marinos Uzunidis stwierdził, że nie widzi dla Diamandisa miejsca w składzie i ten odszedł do zespołu Slovana Bratysława. W słowackiej lidze występował przez rok zdobywając wicemistrzostwo kraju. Po sezonie zdecydował się odejść do FK Vojvodina.

### Kariera reprezentacyjna
Diamandis Chuchumis wystąpił dotychczas w młodzieżowej reprezentacji Grecji U18 w trzech spotkaniu oraz U19 w siedmiu meczach. 10 czerwca 2013 roku w Gdańsku rozegrał spotkanie z reprezentacją Polski do lat 19. Mecz zakończył się remisem 1–1, a zawodnik rozegrał pełne 90 minut spotkania.
30 marca 2015 roku w Atenach rozegrał spotkanie w reprezentacji Grecji U-21 w meczu przeciwko Chorwacji. Jego drużyna przegrała 0–2, a on sam na boisku przebywał do 59. minuty meczu.